# Mumford & Sons
Mumford & Sons (читается Мамфорд энд Санс, англ. «Мамфорд и сыновья») — фолк-рок-группа из Лондона, основанная в конце 2007 года.
В состав группы входят Маркус Мамфорд (англ. Marcus Mumford, вокал, гитара, ударные), Уинстон Маршалл (англ. Winston Marshall, вокал, банджо, добро), Бэн Ловэтт (англ. Ben Lovett, вокал, клавишные, орган), Тэд Двэйн (англ. Ted Dwane, вокал, бас-гитара). Подписав контракт с лейблом Island Records, выпустили свой дебютный альбом Sigh No More 5 октября 2009 года, с главным синглом «Little Lion Man».
Альбом стал хитом в Великобритании (№ 6 UK Album Charts) и возглавил чарт Top Independent Albums журнала Billboard в США. В июле 2010 года Sigh No More был номинирован на Mercury Prize. 15 февраля 2011 года стали обладателями награды BRIT Awards 2011 в номинации «Лучший британский альбом». 10 февраля 2013 года стали обладателями премии «Грэмми», в престижной номинации «Альбом года». 20 февраля 2013 года стали обладателями награды BRIT Awards 2013 как Лучшая британская группа.

## История
В феврале 2008 года группа завершила обширный тур по Великобритании при поддержке групп Alessi's Ark, Sons of Noel and Adrian, Peggy Sue, Pete Roe, The Cutaway и других. Июнь отмечен первым появлением группы на фестивале Гластонбери. Mumford & Sons также гастролировали по Австралии с Лаурой Марлинг, чьё нежелание взаимодействовать с аудиторией позволило Mumford & Sons быть в центре внимания. Опыт помог сформировать отношение аудитории к Mumford & Sons как взаимодействующей и пытающейся создать удобную, непринужденную атмосферу.
Mumford & Sons записали EP Love Your Ground и выступали на небольших и средних площадках в Великобритании и США, для новых аудиторий, чтобы повысить интерес к выходящему альбому. Их дебютный альбом Sigh No More был выпущен в Великобритании и Ирландии в октябре 2009 года, и в феврале 2010 года в США. Альбом достиг вершины чартов в Ирландии, Австралии и Новой Зеландии, и в конце концов достиг второго места в UK Albums Chart и в Billboard 200 в США. Группа завоевывала популярность в течение 2010 года, выступая перед более широкой аудиторией и появившись на телевидении в США. 1 декабря 2010 года группа получила две номинации на Грэмми: «Лучший новый артист» и «Лучшая рок-песня» («Little Lion Man»). Последующее выступление на церемонии «Грэмми» в феврале 2011 года привело к увеличению популярности синглов с альбома Sigh No More. В 2010 году группа получила ARIA Music Award в номинации «Самый популярный международный артист», и Brit Award в 2011 за «Лучший британской альбом».
Второй студийный альбом группы под названием Babel был выпущен в сентябре 2012 года. Диск возглавил американские и британские чарты, став самым продаваемым альбомом 2012 года в Великобритании, и вторым по продажам в США. На церемонии «Грэмми» в 2013 году они исполнили песню «I Will Wait», а Babel получил награду в номинации «Альбом года». В 2013 году коллектив удостоился награды Brit Award как «Лучшая британская группа». 20 сентября 2013 года Mumford & Sons объявили о том, что они собираются сделать перерыв в карьере. В 2015 году группа возобновила активность, выпустив альбом Wilder Mind — свою наиболее разноплановую в стилистическом плане работу на тот момент.

## Дискография

### Альбомы
| Год  | Информация о альбоме                                     | Позиция в чарте | Позиция в чарте | Позиция в чарте | Позиция в чарте | Позиция в чарте | Позиция в чарте | Позиция в чарте | Позиция в чарте | Позиция в чарте |
| Год  | Информация о альбоме                                     | UK              | AUS             | BEL             | CAN             | IRL             | NLD             | NZ              | US              |                 |
| ---- | -------------------------------------------------------- | --------------- | --------------- | --------------- | --------------- | --------------- | --------------- | --------------- | --------------- | --------------- |
| 2009 | Sigh No More - Формат: CD, LP (12"Vinyl), Music download | 2               | 1               | 3               | 2               | 1               | 3               | 1               | 2               |                 |
| 2012 | Babel - Формат: CD, LP (12"Vinyl), Music download        | 1               | 1               | 2               | 1               | 1               | 2               | 1               | 1               |                 |
| 2015 | Wilder Mind - Формат: CD, LP (12"Vinyl), Music download  | 1               |                 |                 |                 |                 |                 |                 | 1               |                 |
| 2018 | Delta - Релиз: 16 ноября 2018                            | 2               |                 |                 |                 |                 |                 |                 | 1               |                 |

### Синглы
| Год  | Название               | Позиция в чарте | Позиция в чарте | Позиция в чарте | Позиция в чарте | Позиция в чарте | Альбом       |
| Год  | Название               | UK              | IRE             | AUS             | BEL             | AUT             | Альбом       |
| ---- | ---------------------- | --------------- | --------------- | --------------- | --------------- | --------------- | ------------ |
| 2009 | «Little Lion Man»      | 24              | 21              | 3               | 4               | 70              | Sigh No More |
| 2009 | «Winter Winds»         | 44              | —               | —               | —               | —               | Sigh No More |
| 2010 | «The Cave»             | 31              | 10              | 32              | —               | —               | Sigh No More |
| 2010 | «Roll Away Your Stone» | 141             | —               | —               | —               | —               | Sigh No More |
| 2010 | «White Blank Page»     | 134             | —               | —               | —               | —               | Sigh No More |

### EPs
- Lend Me Your Eyes (2008)
- Love Your Ground (2008)
- The Cave and the Open Sea (2009)
- Mumford & Sons, Laura Marling, and Dharohar Project (2010)
- The Wedding Band — The First Dance (2010)
- Johannesburg (2016)